# Xantal Llavina
Xantal Llavina (Barcelona) es una periodista y divulgadora TIC. Desde 2017 dirige y presenta el programa de emprendedores y transformación digital Revolució 4.0 en Catalunya Ràdio y TV3. Ha colaborado en diferentes medios de comunicación cómo: El PuntAvui TV, Barça TV, Barcelona TV, RAC 1, Punto Radio, El PuntAvui, Ràdio 4 RNE y El Periódico de Cataluña. Licenciada en Periodismo por la Universidad Ramon Llull y Diplomada en Ciencias Empresariales por la Universidad Pompeu Fabra.

## Biografía
Se inició profesionalmente en la radio y en la televisión en los medios locales en los informativos de Barcelona TV. Después trabajó en diferentes programas de TV3 cómo El Club, En Directe, La Nit en Directe, El Club d'Estiu, Els Dies Clau.
Con EmprendedoresTV presentó el magacín sobre innovación y tecnología theNextBigThing.
Durante tres temporadas y más de 700 programas, fue directora y presentadora del magacín de las tardes "Directe 4.0" de Ràdio4 RNE, programa que recibió una mención de calidad al mejor programa de radio de los Premios de Radio Asociación de Cataluña 2013, Premio RAC. por presentar de una manera fresca y dinámica la actualidad, la innovación y la tecnología, con una clara apuesta por Internet y las redes sociales como elementos que permiten estar en constante contacto con los oyentes. El 2011 fue presentadora Premios Sant Jordi de Cine de RNE en Cataluña en su 56 edición con el periodista Oriol Nolis.
En 2015 fue madre de una hija con el actor Quim Masferrer.
Del 2016 al 2018 fue directora y presentadora del programa "Autèntics.cat", entrevistas a los mejores conferenciantes en temas de innovación, creatividad, emprendedores, competitividad y sociedad digital. El programa "Autèntics.cat" del ELPUNTAVUITV ha recibido el Premio Zapping 2017, como mejor programa de Televisión en la categoría local según el TAC, Asociación de Telespectadores de Cataluña. Llavina entrevistaba con profundidad a los mejores conferenciantes y profesionales del país que eran auténticos por su tarea profesional.
Llavina dirige y presenta, desde el 2017, el programa de radio "Revolució 4.0" en la emisora Catalunya Ràdio, un programa sobre emprendedores, innovación y transformación digital con tres premios concedidos. "Revolució 4.0" de Catalunya Ràdio ha sido Premio Excelencia a la Comunicación y a la Divulgación de las TIC 2017 por la Asociación de Ingeniería Técnica de Telecomunicación de Catalunya (GrausTIC)
En el 2018, Xantal Llavina ha recibido el Premio Dona TIC Divulgadora 2018 por la Generalidad de Cataluña.
El Premio Dona TIC Divulgadora destaca su trabajo en la divulgación en el ámbito de la comunicación vinculada a las TIC. Los Premios son una iniciativa del Departamento de Políticas Digitales de la Generalidad. El programa "Revolució 4.0" de Catalunya Radio también ha sido galardonado con el Premio a la Comunicación y Divulgación de las TIC 2019, durante la 24ª Noche de las Telecomunicaciones y la Informática.
Revolució 4.0 de Catalunya Ràdio ha hecho el salto a TV3 en 2019 con la productora El Terrat. El eje principal del programa es un invitado mediático que conecta su historia con una ‘ágora’ y se debate con 14 expertos y emprendedores.En cada capítulo analiza como afecta al ciudadano la revolución digital en diferentes sectores como el emprendimiento y la economía, la gastronomía, el periodismo, la robótica, la educación, la innovación y la creatividad, la paridad o la salud, creando uno hub específico con presencia de emprendedores referentes de la revolución digital. El programa Revolució 4.0 de TV3 ha recibido el Premio Graus TIC a la Comunicación y Divulgación 2019.El programa ha realizado segunda temporada en TV3 2020, una producción de El Terrat (Mediapro). El Revolució TV3 abordó la «nueva normalidad» después de la pandemia y como la revolución digital ha avanzado con el Coronavirus cinco años y puso el foco en cinco grandes temas: adolescentes, personas mayores, Cataluña digital, emprendimiento y solidaridad y pueblos, campesinos y turismo. 
En 2020 la periodista ha sido premiada por los Premis San Jordi 2020: Premi Creu Casas del Instituto de Estudios Catalanes. Mujeres para cambiar el mundo, concedido a Xantal Llavina Aguilar, por la tarea divulgadora que lleva a cabo y su capacidad de llegar a la sociedad en general y especialmente al público joven y las mujeres, transmitiendo ejemplos y un buen modelo de tecnología entendedora y atractiva. El Instituto de Estudios Catalanes (IEC) distinguen obras e investigadores de todos los ámbitos de la ciencia y la cultura catalana.
Este 2021 Llavina con la productora El Terrat realiza la tercera temporada del Revolución 4.0 en TV3: ¿Hacia dónde va el mundo de mañana? La pandemia del coronavirus ha adelantado cinco años a la revolución digital. Pero ahora que la sociedad está más digitalizada que nunca, ha surgido la necesidad de preguntarse cómo será el mundo de mañana en temas que preocupan a la sociedad: teletrabajo, economía, valores sociales, hábitos de consumo y salud. 
El programa de TV3, que en las tres primeras temporadas compartía el nombre con el espacio Revolució 4.0 de Catalunya Ràdio, estrenó un nuevo formato bajo el título de ¨Som Revolució¨, centrado en cómo sería Cataluña en 2030. El programa habla de 5 grandes revoluciones : la revolución sostenible, la de la conectividad, hologramas y Espacio, la de talento digital y Metaverso, la de educación digital y la de investigación con los mejores investigadores e investigadoras. LLavina visita entre otros: el Barcelona Drone Center, una empresa que fabrica hologramas, el aeropuerto de Alguaire, diversas clases de robótica de escuelas, empresas que hacen realidad aumentada y virtual, la UPC, el Sincotró Alba, el vertedero de Can Mata o entra en el mundo virtual del Metaverso.
Este 2024, 3Cat ha estrenado el videopodcast "Lo He Superado" con Xantal Llavina. Un videopodcast en el que la periodista conversa, después de haber superado un cáncer de mama, con personajes conocidos que han vivido también situaciones personales o de salud muy complicadas. En "Lo he superado", la cantante Paula Valls, el cocinero Nandu Jubany, la periodista y escritora Elisenda Roca, el editor Ernest Folch, la actriz Anna Barrachina, el actor Jose Corbacho, el cocinero Raül Balam, el escritor Sebastià Alzamora, el músico Joan Reig y el actor Pep Anton Muñoz conversan con Xantal Llavina sobre sus historias de superación personal. Xantal Llavina presenta ‘Ho he superat’, deu entrevistes de superació a 3Cat
En 2024, Xantal Llavina publicó Emprèn el teu futur Ara Llibres, una guía práctica e inspiradora para jóvenes y emprendedores con ganas de transformar el mundo y sus vidas. Con experiencias de emprendedores exitosos, el libro destaca valores como la perseverancia, la resiliencia y la creatividad. Llavina combina su experiencia como periodista y emprendedora para ofrecer herramientas para liderar en un mundo en constante cambio.
Ha colaborado en prensa con el diario ElPuntAvui y el Periódico de Cataluña.

### Libros
- 2011, Libro sobre la red social de Facebook con Editorial Amat (ISBN 9788415330561)
- 2020, Libro #SomDigitals sobre la Revolución Digital con Profit Editorial. Autores: Xantal Llavina y Jordi Portals[14]
- 2024, Libro Emprèn el teu futur Ara Llibres, una guía práctica e inspiradora para jóvenes y emprendedores con ganas de transformar el mundo y sus vidas.

## Premios y reconocimientos
- 2013, "Directe 4.0" Ràdio 4 RNE, premiado con mención de calidad al mejor programa de radio de los Premios de Ràdio Associació de Catalunña, Premis RAC
- 2017, "Autèntics.cat" ElPuntAvuiTV: Premio Zapping cómo mejor programa de Televisión en la categoría local según el TAC, Associación de Telespectadores de Cataluña.
- 2017, Revolució 4.0  Catalunya Ràdio :Premio Excel·lència a la Comunicación y a la Divulgación de las TIC.
- 2018, Xantal Llavina recibe el Premio Dona TIC Divulgadora por la Generalidad de Cataluña.
- 2019, Revolució 4.0 de Catalunya Radio: Premio a la Comunicación y Divulgación de las TIC, durante la 24ª Noche de las Telecomunicaciones y la Informática.
- 2019, El programa Revolució 4.0 de TV3 ha recibido el Premio Graus TIC a la Comunicación y Divulgación 2019.
- 2020, Premis San Jordi: Premio Creu Casas del Instituto de Estudios Catalanes, Mujeres para cambiar el mundo, Xantal Llavina i Aguilar.
- 2022, Premio Talento en Comunicación y Medios de la Fundación Impulsa Talentum 2022, por su «destacada trayectoria en la divulgación de la innovación, el talento y la tecnología puesta al servicio de las personas con el programa "Som Revolució" de El Terrat y TV3. Cada año, la Fundación Impulsa Talentum entrega este galardón a comunicadores y profesionales destacados de los medios. El premio Talento es para Xantal Llavina por su destacada trayectoria en la divulgación de la innovación, el talento y la tecnología puesta al servicio de las personas con el programa de la productora El Terrat y TV3.[15]
- 2023,Premio Ciutat Sant Joan Despí para su trayectoria profesional como periodista y divulgadora. Los premios reconocen la trayectoria y el trabajo de entidades, empresas y personalidades de la ciudad.
- 2024, Premio Alumni Ambassador por la Universidad Ramon Llull 2024. La periodista de 3Cat Xantal Llavina ha sido reconocida con el Premio Alumni Ambassador 2024 de la Universidad Ramon Llull por la excelencia en su trayectoria profesional y su rol como referente para los futuros profesionales.Xantal Llavina, Premi Alumni Ambassador de la Universitat Ramon Llull 2024